# Romulea hirta
Romulea hirta là một loài thực vật có hoa trong họ Diên vĩ. Loài này được Schltr. miêu tả khoa học đầu tiên năm 1899.